# جورج فريزر (صحفي)
جورج فريزر (بالإنجليزية: George Frazier)‏ هو صحفي أمريكي، ولد في 10 يونيو 1911، وتوفي في 13 يونيو 1974.